# 萨瓦尔泰斯
萨瓦尔泰斯（法語：Savarthès，法語發音：[savaʁtɛs]）是法国上加龙省的一个市镇，属于圣戈当区。

## 地理
萨瓦尔泰斯（43°7'14"N, 0°48'22"E）面积3.05 平方千米，位于法国奧克西塔尼大區上加龙省，该省份为法国西南部内陆省份，西南端与西班牙接壤，自此顺时针与上比利牛斯省、热尔省、塔恩-加龙省、塔恩省、奥德省和阿列日省接壤。
与萨瓦尔泰斯接壤的市镇（或旧市镇、城区）包括：埃斯唐卡尔邦、拉巴特伊纳尔、朗多尔特、圣梅达尔。

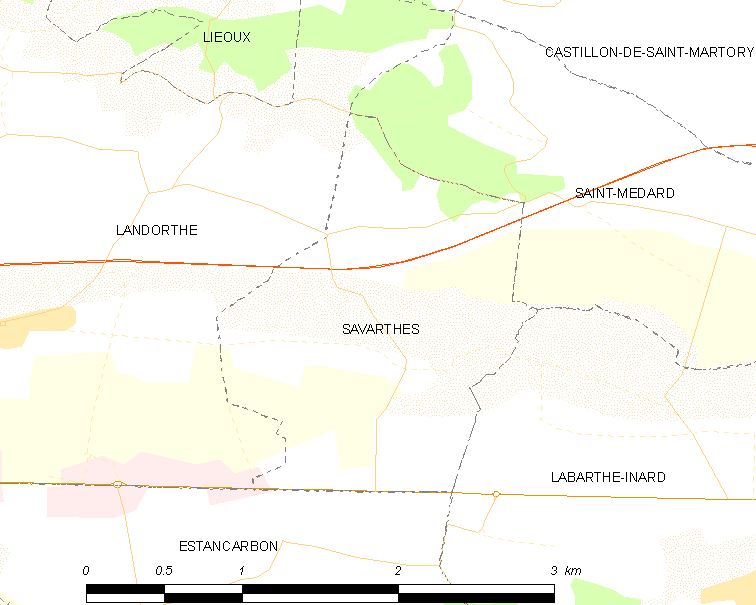
萨瓦尔泰斯的OSM定位图

萨瓦尔泰斯的时区为UTC+01:00、UTC+02:00（夏令时）。

## 行政
萨瓦尔泰斯的邮政编码为31800，INSEE市镇编码为31537。

## 政治
萨瓦尔泰斯所属的省级选区为圣戈当县。

## 人口

1962-2008年间萨瓦尔泰斯人口变化图示

萨瓦尔泰斯于2022年1月1日时的人口数量为195人。